# Pervomaisk (Mikolaiv)
|  | Per a altres significats, vegeu «Pervomaisk». |

Pervomaisk (en ucraïnès Первомайськ) és una ciutat sense sortida al mar a província de Mikolaiv a Ucraïna i el centre administratiu del raion de Pervomaisk. Està situat al riu Bug Meridional que divideix la ciutat. La seva població el 2021 arribava als 63.377 habitants.
La ciutat és coneguda per ser un centre (quarter general) de les Forces de Coets Estratègics Soviètics durant el període soviètic fins a la seva caiguda el 1991.